# Stoutenburg
Stoutenburg (52° 09′ N, 5° 26′ L) é uma cidade dos Países Baixos, na província de Utreque. Stoutenburg pertence ao município de Leusden, e está situada a 4 km, a leste de Amersfoort.
A área de Stoutenburg, que também inclui as partes periféricas da cidade, bem como a zona rural circundante, tem uma população estimada em 350 habitantes.